# إبراهيم غندور

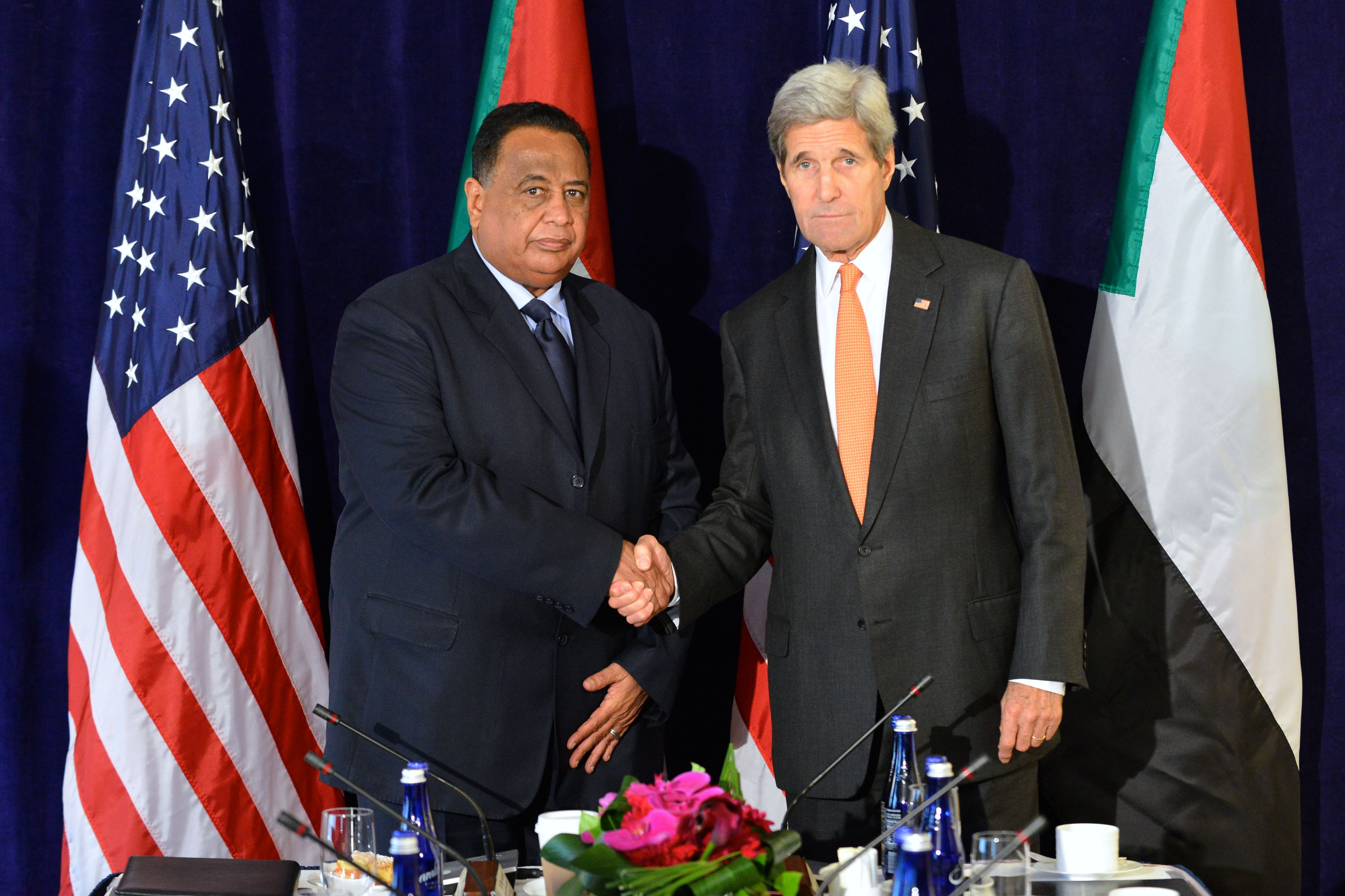
مباحثات سودانية امريكية

إبراهيم أحمد عبد العزيز غندور، (6 ديسمبر 1952، الدويم في ولاية النيل الأبيض، السودان،) بروفيسور وسياسي سوداني، وهو نائب سابق في المجلس الوطني السوداني عن دورتين. يتقلّد منذ 6 يونيو 2015 منصب "وزراة الخارجية السودانية"ولكن تم إقالته من منصبه يوم الخميس 19 أبريل 2018 على خلفية خطابه في البرلمان السوداني برئاسة إبراهيم أحمد عمر رئيس الهيئة التشريعية عن عجز الحكومة سداد مرتبات ومصاريف البعثات الدبلوماسية.

## المسار الأكاديمي
تخرج في كلية طب الأسنان جامعة الخرطوم وعمل فيها كمساعد تدريس وكمحاضر حتى نال درجة الأستاذية في طب الأسنان تخصص أمراض الفم واللثة من المملكة المتحدة.

## الوظائف
شغل منصب وكيل جامعة الخرطوم ومديرجامعة الخرطوم وعميد كلية طب الأسنان فيها ونائب سابق في المجلس الوطني السوداني عن دورتين ورئيسا للإتحاد العام لأطباء الأسنان السودانيين ورئيسا لإتحاد أطباء الأسنان العرب ورئيسا لإتحاد عمال نقابات السودان ورئيسا لإتحاد عمال أفريقيا. تقلّد منصب وزير «وزراة الخارجية السودانية» بين 6 يونيو 2015 و19 أبريل 2018 . رئيس جامعة الرازي بالخرطوم منذ أغسطس 2022

## السياسة
ينتمي غندور لحزب المؤتمر الوطني، وسبق أن تقلَّد منصب أمين الإعلام بالحزب قبل أن يتقلد منصب أمين العلاقات الخارجية، وهو آخر المناصب، قبل أن يعين نائبا للرئيس عمر حسن البشير في الحزب.
وفي ديسمبر/كانون الأول 2013م عُيّن غندور مساعداً لرئيس الجمهورية، ثم وزيراً للخارجية خلفاً لعلي كرتي، وذلك في التشكيل الوزاري الذي أجراه الرئيس البشير يوم 6 يونيو/حزيران 2015م.
اعتقل في 29 يوليو 2020 بعد عام من سقوط نظام المؤتمر الوطني، وأُفرج عنه في الأول من نوفمبر 2021 وتتم إعادة اعتقاله بعد ساعات من إطلاق سراحه.
برأ القضاء السوداني البروفيسور إبراهيم غندور من تهم تقويض النظام الدستوري وتمويل الإرهاب وأطلق سراحه في 7 أبريل 2022.